# Uetendorf
Uetendorf es una comuna suiza del cantón de Berna, situada en el distrito administrativo de Thun. Limita al norte con las comunas de Noflen, Kienersrüti y Uttigen, al este con Heimberg y Thun, al sur con Thierachern y Forst-Längenbühl, y al oeste con Gurzelen y Seftigen.
Hasta el 31 de diciembre de 2009 situada en el distrito de Thun.